# حامد كمون
حامد كمون (27 أوت 1955- )، هو طبيب ولاعب سابق ومسير رياضي تونسي تولى رئاسة النجم الرياضي الساحلي بين 2009 و2011. نشط كمون مع النجم كمهاجم في السبعينات والثمانينات. يحمل كمون دكتوراة في الطب الرياضي وقد عمل لفترة كطبيب للمنتخب الوطني لكرة القدم. في أكتوبر 2009 عين كمسؤول أول على فرع كرة القدم للنجم  لفترة وجيزة لينتخب اثرها كرئيس خلفا لمعز إدريس واستمر في المنصب إلى أوت 2011.
1. ↑  "الدكتور حامد كمون يترك تونس من أجل الهلال"، جريدة الرياض في 7 أكتوبر 2006 نسخة محفوظة 10 يناير 2020 على موقع واي باك مشين.
2. ↑  "بدعم من «حكماء» النجم: هل يخلف حامد كمون معزّ إدريس؟ "، جريدة الشروق في 20 أكتوبر 2009 نسخة محفوظة 23 نوفمبر 2016 على موقع واي باك مشين.